# Situational Judgement Test
Ein Situational Judgement Test (selten deutsch: Test zur Situationsbeurteilung) ist eine vor allem in der Eignungsdiagnostik verwendete Methode, soziales Wissen als Bestandteil der Sozialen Kompetenz zu erfassen.
Den Getesteten werden Situationen entweder durch Videopräsentation oder schriftlich dargeboten. Vorgegeben werden meist Multiple-Choice-Antwortalternativen, wie die Situationen wahrgenommen werden (vor allem bei Videopräsentation) oder welche Reaktionen oder Handlungsalternativen möglich sind, woraus die geeignetste auszuwählen ist. Varianten sind, diejenige auszuwählen, welche die meiste Menschen wählen würden oder die Beurteilung jeder einzelnen Alternative hinsichtlich ihrer Effektivität oder die Auswahl der ungeeignetsten.
Beispielaufgabe

„Stellen Sie sich folgende Situation vor: Ihr Vorgesetzter kritisiert ihre Leistung. Sie meinen jedoch, dass diese Kritik nicht gerechtfertigt ist. Wie sollten Sie sich in dieser Situation am besten verhalten?
1. Ich beschwere mich bei einem Kollegen über den Vorgesetzten.
2. Ich benachrichtige den Betriebsrat.
3. Ich nehme die Kritik hin und versuche meine Leistung zu verbessern.
4. Ich benachrichtige den nächsthöheren Vorgesetzten.
5. Ich versuche, mit meinem Vorgesetzten in einer sachlichen Diskussion meine Fehler zu klären.“

Die Validität ist sehr unterschiedlich, Korrelationen zu Vorgesetzteneinschätzungen variieren zwischen −0,05 und 0,33. In Belgien setzten Lievens und Mitarbeiter einen SJT im Rahmen der Zulassung zum Medizinstudium ein. Eine videobasierte Form korreliert zu 0,07 mit der Prüfungsleistung und 0,34 mit einem interpersonellen Kriterium. Die Papierversion korreliert zu 0,10 mit der Prüfungsleistung und nur zu 0,08 mit dem Kriterium „interpersonelle Fähigkeiten“. Videosequenzen funktionieren besser, weil soziale Kompetenz sich mindestens auf zwei Komponenten bezieht: richtiges Erkennen und Bewerten sozialer Situationen und Wissen über richtiges
Reagieren auf die erkannten Anforderungen. Zu beachten ist, dass Antworten nach der sozialen Erwünschtheit die Ergebnisse verfälschen können. Die Bewertung, welche Antwortungen richtig sind, erfolgt vorher durch Expertenurteile.
Eine Variante, die im MedAT für die Zulassung zum Medizinstudium als „Soziales Entscheiden“ verwendet wird, bietet ebenfalls Situationen an, dann sind 5 Überlegungen nach ihrer „Wichtigkeit“ für die Entscheidungssituation zu ordnen. Diese wird nicht weiter erklärt. In einem Video der ÖH zur Vorbereitung auf diesen Test wird dargestellt, dass die Aufgaben auf der Stufentheorie der Moralentwicklung von Lawrence Kohlberg beruhen. Ist diese Information bekannt, reduziert sich die Aufgabenstellung darauf, die Antwortalternativen diesen Stufen zuzuordnen und sie nach der „Höhe“ der Moralentwicklung zu ordnen. Wer nur das offizielle Vorbereitungsmaterial durcharbeitet, erhält diese Information nicht. Mit diesem Wissen reduziert sich der Test auf eine vergleichsweise einfache Analyse und dürfte über die soziale Kompetenz der Person kaum noch etwas aussagen.